# 富竹新田
富竹新田（とみたけしんでん）は、山梨県甲斐市の大字。

## 地理
甲府盆地の中央、甲斐市の南に位置し、甲斐市名取・竜王新町・竜王・篠原・万才、甲府市徳行・富竹・貢川が隣接する。

### 富竹新田の自治会
富竹新田には以下の自治会が置かれている。
- 富竹新田1区
- 富竹新田2区
- 富竹新田3区
- 富竹新田4区
- 竜王仲町区

## 歴史
- 1889年（明治22年）7月1日 - 町村制の施行により、中巨摩郡竜王村の所属となる。

1956年（昭和31年）9月30日 - 市町村合併に伴い竜王町が発足。同町の所属となる。
- 2004年（平成16年）9月1日 - 市町村合併に伴い、甲斐市の所属となる[3][4]。

## 世帯数と人口
2022年（令和4年）6月現在（甲斐市発表）の世帯数と人口は以下の通りである。
| 大字     | 行政区      | 人口    | 世帯数    |
| -------- | ----------- | ------- | --------- |
| 富竹新田 | 全域        | 5,970人 | 2,809世帯 |
| 富竹新田 | 富竹新田1区 | 869人   | 426世帯   |
| 富竹新田 | 富竹新田2区 | 928人   | 463世帯   |
| 富竹新田 | 富竹新田3区 | 1,430人 | 625世帯   |
| 富竹新田 | 富竹新田4区 | 1,185人 | 515世帯   |
| 富竹新田 | 竜王仲町区  | 205人   | 86世帯    |

## 施設
- 竜王ラドン温泉

## 教育

### 小学校
富竹新田には、甲斐市立竜王東小学校がある。

### 幼稚園・保育園・こども園
富竹新田には、甲斐市立竜王東保育園がある。

### 小・中学校の学区
市立小・中学校の学区（校区）は以下の通りである。
| 大字     | 行政区                  | 小学校               | 中学校               |
| -------- | ----------------------- | -------------------- | -------------------- |
| 富竹新田 | 富竹新田1区             | 甲斐市立竜王東小学校 | 甲斐市立竜王北中学校 |
| 富竹新田 | 富竹新田2区~富竹新田4区 | 甲斐市立竜王東小学校 | 甲斐市立竜王中学校   |
| 富竹新田 | 竜王仲町区              | 甲斐市立竜王小学校   | 甲斐市立竜王北中学校 |

## 交通

### 道路
域内を中央自動車道が横断しているが、インターチェンジ等の施設は存在しない。
- 国道20号（甲府バイパス）
- 国道52号（美術館通り）
- 山梨県道25号甲斐中央線